# Gaio Fabio Dorso Licino
Gaio Fabio Dorso Licino  (in latino Caius Fabius Dorso Licinus; ... – 273 a.C.) è stato un politico e militare romano.

## Biografia
Gaio era probabilmente nipote di Marco Fabio Dorsuo, console nel 345 a.C.; fu a sua volta eletto console nel 273 a.C. con Gaio Claudio Canina, al suo secondo consolato.
Gaio morì proprio durante l'anno del suo consolato. In tale anno furono fondate le colonie di Cosa e di Paestum; inoltre il re d'Egitto Tolomeo II Filadelfo inviò una ambasciata a Roma .